# ليو فرادكار
ليو إريك فرادكار (بالأيرلندية: Leo Eric Varadkar) (ولد في 18 يناير 1979 في دبلن) هو سياسي أيرلندي يشغل منصب رئيس وزراء إيرلندا، ووزير الدفاع وهو نائب في البرلمان الأيرلندي عن دائرة دبلن الغربية الانتخابية منذ عام 2007. وقد شغل سابقًا منصب وزير الحماية الاجتماعية من عام 2016 إلى 2017، ووزير الصحة من 2014 إلى 2016 ووزير النقل والسياحة والرياضة من 2011 إلى 2014. قائد حزب فاين غايل من يونيو عام 2017 حتى 2024.
ولد فارادكار في دبلن ودرس الطب في كلية الثالوث في دبلن. قضى عدة سنوات كطبيب غير استشاري قبل قبوله كطبيب عام في سنة 2010. وفي عام 2004، تم اختياره في مجلس مقاطعة فينغال وعمل نائباً لرئيس البلدية، قبل انتخابه في البرلمان الأيرلندي في عام 2007.
كان عمره 38 سنة عند انتخاب رئيساً لوزراء أيرلندا، وأصبح أصغر شخص وأول شخص من من أصول هندية يتولى المنصب. خلال إستفتاء زواج المثليين لعام 2015، أصبح أول وزير حكومي أيرلندي يعلن عن كونه مثلي الجنس. وهو أول رئيس حكومة في أيرلندا ورابع رئيس حكومة في العالم في العصر الحديث يعلن عن كونه مثلي الجنس (بعد رئيسة وزراء آيسلندا السابقة من 2009 إلى 2013 يوهانا سيغورذاردوتير ورئيس وزراء بلجيكا السابق من 2011 إلى 2014 إليو دي روبو ورئيس وزراء لكسمبورغ الحالي منذ سنة 2013 كزافييه بيتل). في سنة 2020، يعتبر ليو فرادكار واحدا من ثلاثة رؤساء الحكومات مفصحين عن مثليتهم علنا، الآخران هما رئيس وزراء لكسمبورغ كزافييه بيتل ورئيسة وزراء صربيا آنا برنابيتش.

## النشأة والدراسة
ولد في 18 كانون الثاني / يناير 1979، في دبلن. فارادكار هو الطفل الثالث والولد الوحيد لكل من أشوك ومريام فارادكار. ولد والده في مومباي، الهند، وانتقل إلى المملكة المتحدة في الستينات، للعمل كطبيب. ولدت أمه في دونجارفان، مقاطعة وترفورد، والتقت بزوجها المستقبلي أثناء عملها كممرضة في سلاو (باركشير). تزوجا في المملكة المتحدة، في عام 1971، ثم عاشت في ليستر، حيث ولدت أكبر أبنائهم الثلاثة، صوفي. انتقلت العائلة إلى الهند، قبل أن تستقر في دبلن في عام 1973، حيث ولدت طفلتهما الثانية، سونيا.
وافق والدا فارادكار على تربية ابنهما، المولود لأب هندوسي وأم كاثوليكية، في العقيدة الكاثوليكية. تلقى تعليمه في مدرسة سانت فرانسيس كزافييه الوطنية، بلانشاردزتاون. وقد تم تعليمه الثانوي في مستشفى الملك في بالمرستاون، وهي مدرسة داخلية تديرها كنيسة أيرلندا.
خلال دراسته الثانوية، انضم إلى الجناح الشبابي لحزب فاين غايل. تم قبوله في كلية الثالوث في دبلن حيث درس القانون لفترة وجيزة. وتحول لاحقا إلى دراسة الطب. كان ناشطا في الجناح الشبابي لحزب فاين غايل بالجامعة وشغل منصب نائب رئيس شباب حزب الشعب الأوروبي، وهو الجناح الشبابي التابع لحزب الشعب الأوروبي، والذي كان حزب فاين غايل عضوًا فيه. تم اختيار فرادكار لبرنامج واشنطن أيرلندا للخدمة والقيادة، وهو برنامج مرموق للنمو الشخصي والمهني لمدة نصف عام في واشنطن العاصمة، للطلاب من أيرلندا.
تخرج من مدرسة الطب في عام 2003، بعد أن أكمل فترة تدريبه في مستشفى KEM في مومباي. قضى عدة سنوات كطبيب غير استشاري في مستشفى سانت جيمس ومستشفى كونولي قبل قبوله كطبيب عام في سنة 2010.

## بداية الحياة السياسية

### مجلس مقاطعة فينغال (2003-2007)
كان فرادكار يبلغ من العمر عشرين عاما وطالب في السنة الثانية في الطب عندما ترشح ولكنه فشل في انتخابات المحلية عام 1999 في منطقة مولهودارت. تم اختيار فرادكار في مجلس مقاطعة فينغال في عام 2003. في الانتخابات المحلية لعام 2004، حصل على أعلى تصويت من حيث الأفضلية في البلاد بـ 4,894 صوتًا وتم انتخابه في أول دورة.

### البرلمان الأيرلندي (2007 - حتى الآن)
تم انتخاب فرادكار في البرلمان الأيرلندي في الانتخابات العامة لعام 2007. ثم عينه زعيم المعارضة إندا كيني في المقعد الأمامي كمتحدث باسم المشاريع والتجارة والتوظيف حتى تعديل عام 2010، الذي أصبح بعده متحدثًا رسميًا في مجال الاتصالات والطاقة والموارد الطبيعية. في الانتخابات العامة لعام 2011، أعيد انتخاب فارادكار إلى البرلمان الأيرلندي، مع 8,359 صوتًا من الأفضلية الأولى (19.7% من الأصوات في دائرة انتخابية مؤلفة من 4 مقاعد).

## الوزير الحكومي

### وزير النقل والسياحة والرياضة (2011-2014)
عندما شكل حزب فاين غايل حكومة ائتلافية مع حزب العمال الأيرلندي، عين فرادكار وزيرا للنقل والسياحة والرياضة في 9 مارس 2011. واعتبر هذا تعيينا مفاجئًا، حيث لم يكن فرادكار معروفًا بكونه من عشاق الرياضة. قال إنه بينما كان يعرف "الكثير من الحقائق... أنا لا أعزف الرياضة"."
في مايو/أيار 2011، اقترح فرادكار أن أيرلندا «من غير المرجح» استئناف الاقتراض في عام 2012 وقد تحتاج إلى خطة إنقاذ ثانية، مما تسبب في توتر في الأسواق الدولية حول مصداقية أيرلندا. أعرب كل من العديد من زملائه في الحكومة والبنك المركزي الأوروبي عن استيائهم من صراحة فرادكار. كرر تاوسيتش إندا كيني خط الحكومة الأيرلندية، أن الدولة لن تحتاج إلى المزيد من الإنقاذ من الاتحاد الأوروبي وصندوق النقد الدولي، وقال أنه حذر جميع الوزراء من خلق قلق في الاقتصاد علانية. وقال فارادكار أن رد الفعل على القصة كان سيئا ولكنه لم يتم اقتباسه بشكل خاطئ. وصفت صحيفة «هيرالد نيوز» الأيرلندية الوزير فرادكار «بالحماقة» عدة مرات.

### وزير الصحة (2014-2016)

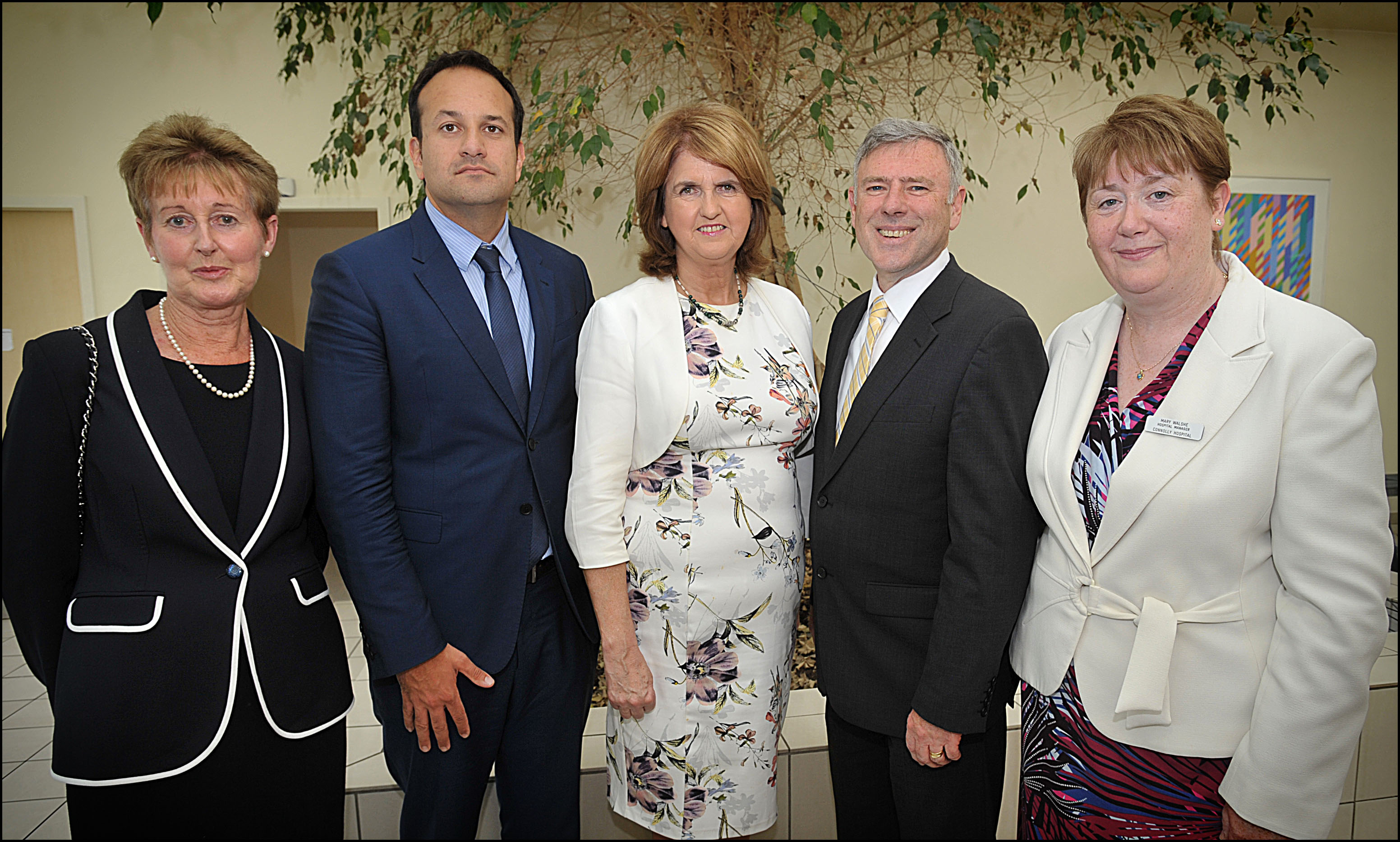
فارادكار عند افتتاح وحدة في مستشفى كونولي في يوليو 2014

في تعديل وزاري في يوليو 2014، أصبح فارادكار وزيرا للصحة.
تمت إعادة انتخابه في البرلمان الأيرلندي في الانتخابات العامة في فبراير 2016. احتفظ بمنصبه كووير للصحة حتى مايو 2016، بسبب التأخير في تشكيل الحكومة. في واحدة من آخر قراراته كوزير للصحة، قام فرادكار بخفض 12 مليون يورو من مجموع 35 مليون يورو المخصصة لميزانية تلك السنة لرعاية الصحة العقلية، حيث أخبر البرلمان أن خفض الميزانية «ضروري حيث يمكن استخدام التمويل بشكل أفضل في مكان آخر.»

### وزير الحماية الاجتماعية (2016-2017)
في 6 مايو 2016، بعد انتهاء محادثات تشكيل الحكومة، عين فرادكار من قبل إندا كيني كوزير للحماية الاجتماعية. خلال فترة وجوده في الوزارة، أطلق حملة ضد الاحتيال في مجال الرعاية الاجتماعية.

## رئيس وزراء أيرلندا ال14 (2017- حتى الآن)

### 2017
في 2 يونيو 2017، تم انتخاب فارادكار زعيمًا لحزب فاين غايل، بفوزه على سيمون كوفيني. على الرغم من أن كوفيني حظي بدعم عدد من أعضاء الحزب أكثر من فرادكار، إلا أن المجمع الانتخابي كان أكثر ترجيحاً لأصوات نواب البرلمان في الحزب الذين يدعمون بشدة فرادكار.
ومثل إندا كيني، اعتمد فرادكار على دعم المستقلين وامتناع نواب البرلمان من حزب «فيانا فيل» عن دعم رئاسته للوزراء. في 14 يونيو 2017، تم تعيينه رئيسا للوزراء في تصويت 57-50 مع امتناع 47 عن التصويت. لقد أصبح أول رئيس وزراء مثلي الجنس في أيرلندا، وكذلك أصغرهم سنا. ولكنه ليس أصغر رئيس حكومة في الجمهورية الإيرلندية، إذ كان كل من إيمون دي فاليرا ومايكل كولينز (سياسي أيرلندي) أصغر سنا عند تولي منصب رئيس الحكومة. فرداكار أيضا أول رئيس حكومة أيرلندية من أصل نصف هندي. وكانت هذه المرة الأولى التي يخلف فيها شخص من حزب فاين غايل شخصا آخر من نفس الحزب لمنصب رئيس وزراء أيرلندا.
كان أول عمل لفرادكار كرئيس وزراء الإعلان عن استفتاء حول الإجهاض في 2018. وقال إن الحكومة ستضع خريطة طريق لكيفية تحقيق اقتصاد يعتمد على خفض الكربون.
أوشكت حكومته على الانهيار تقريبا نتيجة لفضيحة كانت نائبة رئيس الوزراء فرانسيس فيتزجيرالد مشاركة فيها. هدد حزب فيانا فيل، الذي كان في اتفاق الثقة والموارد مع حزب فاين غايل، بتصويت لحجب الثقة في نائبة رئيسة الوزراء فيتزجيرالد. كان من الممكن أن يؤدي هذا الإجراء إلى انهيار الحكومة وحدوث انتخابات عامة. على الرغم من أيام من الجمود، تم تجنب الأزمة، بعد استقالة فيتزجيرالد من الحكومة لمنع الانتخابات، التي لم ترغب فيها معظم البلاد بسبب احتمال تعطيلها للموقف الأيرلندي في مفاوضات انسحاب المملكة المتحدة من الاتحاد الأوروبي. بعد ذلك بوقت قصير، عين فرادكار منافسًه السابقً في رئاسة حزب فاين غايل ووزير الخارجية والتجارة سيمون كوفيني في منصب نائبه، وعين هيذر همفريز وزيرة للأعمال والمشاريع والابتكار وجوسيفا ماديغان كوزير للثقافة والتراث في تعديل وزاري صغير.
بعد فترة قصيرة من أزمة فيتزجيرالد، تم التوصل إلى طريق مسدود في محادثات انسحاب المملكة المتحدة من الاتحاد الأوروبي، حيث اعترضت زعيمة حزب التوحد الديمقراطي أرلين فوستر على اتفاق بين فرادكار، رئيسة الوزراء المملكة المتحدة تيريزا ماي ورئيس المفوضية الأوروبية جان كلود يونكر. منع هذا التوصل إلى اتفاق مع اقتراب الموعد النهائي. وصرح فرادكار بأنه «فوجئ» و «أصيب بخيبة أمل» في عدم تمكن المملكة المتحدة من التوصل إلى اتفاق. ومع ذلك، في وقت لاحق من هذا الأسبوع تم التوصل إلى اتفاق بالإجماع. أفاد فرادكار أنه تلقى ضمانات من المملكة المتحدة لن يكون هناك حدود صعبة بين ايرلندا وايرلندا الشمالية. وقال في وقت لاحق إنه وحكومته «حققوا كل ما سعوا لتحقيقه» خلال المحادثات قبل أن يقتبس عن رئيس الوزراء البريطاني السابق وينستون تشرشل بقوله «هذه ليست النهاية، هذه نهاية البداية». أظهرت إستطلاعات للرأي اجري خلال هذه الأيام، فرادكار نسبة موافقة تبلغ 53%، وهي أعلى نسبة لأي رئيس وزراء أيرلندي منذ عام 2011، وأظهرت حزب فاين غايل بفارق 11 نقطة عن حزب فيانا فيل، وكانت نسبة الرضا عن الحكومة أيضًا عند 41%، وهو أعلى معدل منذ ما يقرب من 10 سنوات. زعم كاتب العمود الايرلندي «بات ليهي» أن فرادكار قد انتهى عام 2017 «على مستوى عال»، وأطلقت عليه جريدة «أيريش سنتر» الأيرلندية «أفضل ساعة للرئيس الوزراء الأيرلندي».

### 2018
في يناير 2018، وصلت نسبة موافقته إلى 60%، وهو أعلى مستوى لأي رئيس وزراء أيرلندي في العشر سنوات الماضية.
في يناير 2018، أعلن أن الاستفتاء على إلغاء التعديل الثامن لأيرلندا الذي يمنع أي تحرير لقوانين الإجهاض المقيدة سيجري في مايو. إذا تم تمريره، فإنه سيسمح للحكومة بإدخال تشريع جديد. وقد اقترح أن يُسمح للنساء بالوصول غير المقيد إلى الإجهاض حتى 12 أسبوعًا، مع وجود استثناءات إذا كانت حياة الأم في خطر حتى ستة أشهر. وقال فرادكار إنه سيحارب من أجل تحرير القوانين، قائلاً إن عقله قد تغير بعد مراجعة قضية خلال فترة عمله كوزير للصحة. تم في مايو تمرير الاستفتاء بأغلبية ساحقة.

### 2019

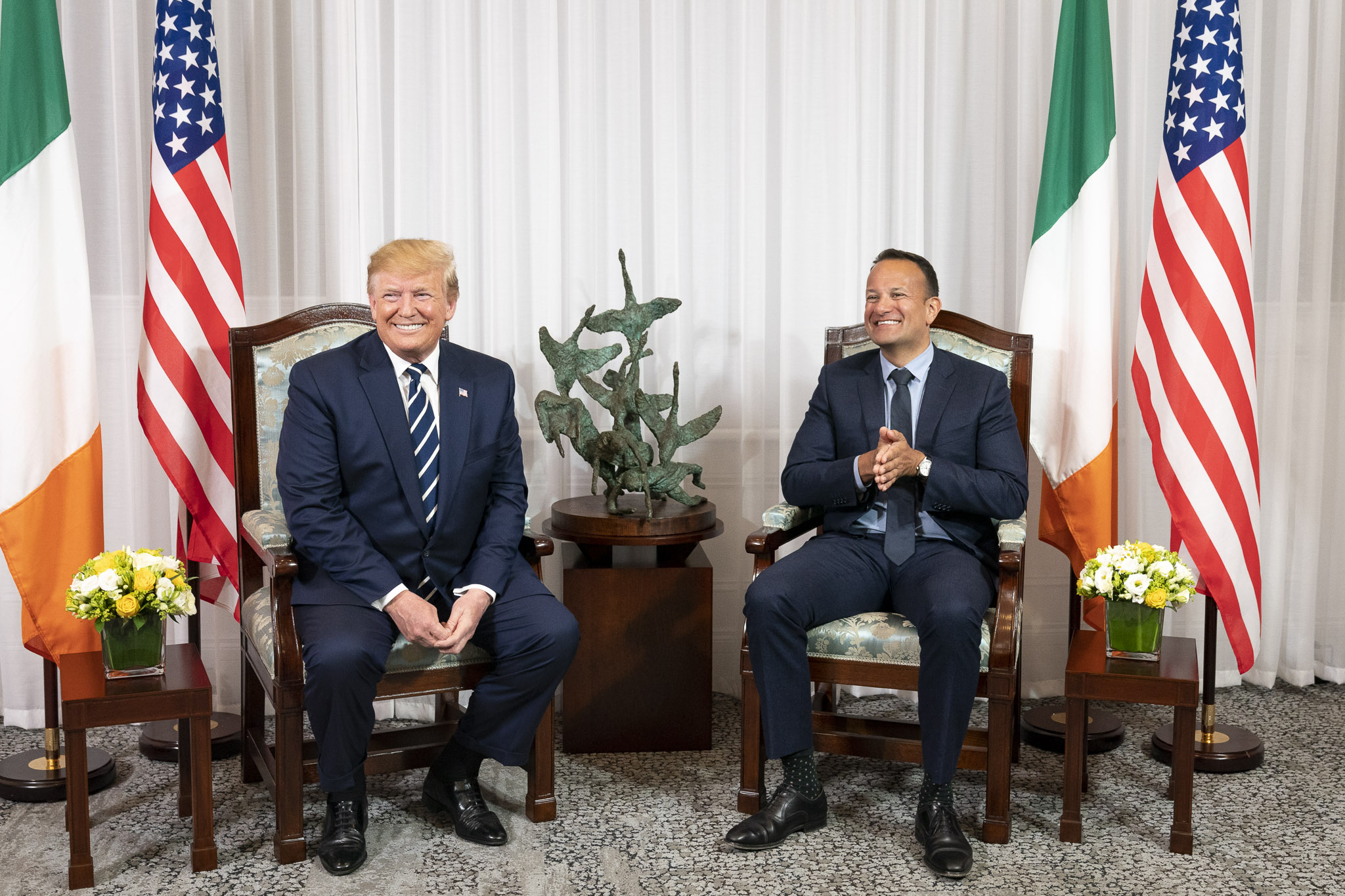
فرادكار والرئيس الأمريكي دونالد ترامب في شانون، أيرلندا في يونيو 2019

في 24 كانون الثاني/يناير 2019، قال فرادكار في مقابلة مع يورونيوز إنه كان يقف ثابتًا على مسألة الحدود بين أيرلندا الشمالية وجمهورية أيرلندا ودعا انسحاب المملكة المتحدة من الاتحاد الأوروبي بأنه فعل إيذاء ذاتي لم يتم التفكير فيه بشكل كلي. وقال أيضا إن التكنولوجيا التي وعد بها مناصرو انسحاب المملكة المتحدة من الاتحاد الأوروبي لحل مشكلة الحدود لأيرلندا الشمالية «ليست موجودة بعد.»
صرح فرادكار أنه سيرفض التصديق على اتفاقية التجارة الحرة بين الاتحاد الأوروبي وميركوسور ما لم تلتزم البرازيل بحماية البيئة. كان الخوف من إمكانية أن تؤدي الصفقة إلى مزيد من إزالة الغابات في غابات الأمازون المطيرة لأن ذلك سيوسع وصول السوق إلى لحوم البقر البرازيلية.

## الحياة الخاصة
فرادكار هو أول زعيم حكومة أيرلندي من أصل هندي حيث ولِدَ والده آشوك في الهند وانتقل إلى أيرلندا خلال ستينيات القرن العشرين، وقد زار ليو فرادكار الهند في عدد من المناسبات. أكمل تدريبه الطبي في مستشفى KEM في مدينة مومباي حيث ترعرع والده خلال طفولته. وفقاً لعائلة فرادكار الهندية، فهو مثال على «الهندي العالمي».
أثناء مقابلة مع راديو وتلفزيون أيرلندا في 18 يناير 2015 (يوم عيد ميلاده ال36)، تحدث فرادكار علانية لأول مرة عن كونه مثلي الجنس: «إنه ليس أمرا يحددني. أنا لستُ سياسيًا نصف هندي، أو سياسيا طبيبا أو سياسيا مثلي الجنس، إنه جزء من هويتي، إنه لا يحددني، أنا افترض أنه جزء من شخصيتي». هذا ما جعله أول وزير مثلي الجنس في أيرلندا. وكان فرادكار من أبرز مناصري استفتاء زواج المثليين.
كان عمره 38 سنة عند انتخابه رئيس وزراء إيرلندا، وأصبح أصغر شخص يتولى المنصب. وهو أول رئيس حكومة في أيرلندا وهو أول رئيس حكومة في أيرلندا ورابع رئيس حكومة في العالم في العصر الحديث يعلن عن كونه مثلي الجنس (بعد رئيسة وزراء آيسلندا السابقة من 2009 إلى 2013 يوهانا سيغورذاردوتير ورئيس وزراء بلجيكا السابق من 2011 إلى 2014 إليو دي روبو ورئيس وزراء لكسمبورغ الحالي منذ سنة 2013 كزافييه بيتل). في سنة 2020، يعتبر ليو فرادكار واحدا من ثلاثة رؤساء الحكومات مفصحين عن مثليتهم علنا، الآخران هما رئيس وزراء لكسمبورغ كزافييه بيتل ورئيسة وزراء صربيا آنا برنابيتش.
يعيش فرداكار منذ سنة 2015 مع شريكه، ماثيو باريت، وهو طبيب في مستشفى جامعة ماتر ميسريكوردياي.
في يونيو 2019، وذلك بمناسبة الذكرى 50 لأعمال شغب ستونوول، وهو حدث يعتبر على نطاق واسع لحظة فاصلة في الحركات الاجتماعية للمثليين الحديثة، اعتبرته مجلة كويرتي واحدا من «برايد50» (بالإنجليزية: "Pride50") «للاشخاص الذين مهدوا الطريق بنشاط لضمان اتجاه بقايا المجتمع نحو المساواة والقبول والكرامة لجميع الأشخاص من مجتمع الميم».
أكمل فارادكار دورة في اللغة الأيرلندية الاحترافية، وصمم نموذجًا باللغة الأيرلندية من أجل لقبه ليو دي فاراد (باللغة الأيرلندية: Leo de Varad).